# Liou Ťin-kuo
Liou Ťin-kuo (čínsky pchin-jinem Liú Jīnguó, znaky zjednodušené 刘金国; * duben 1955) je čínský komunistický politik, tajemníkem sekretariátu ústředního výboru Komunistické strany Číny (od 2022) , zástupce tajemníka ústřední komise pro kontrolu disciplíny KS Číny (od 2014) a předseda Státní kontrolní komise Čínské lidové republiky (od 2023). Předtím působil ve Státní kontrolní komisi jako místopředseda (2018–2023) a na ministerstvu veřejné bezpečnosti (v letech 2005–2018 náměstek ministra). Před rokem 2005 pracoval v provincii Che-pej v různých funkcích od vesnické po provinční úroveň, většinou v oblasti veřejné bezpečnosti.

## Život
Liou Ťin-kuo se narodil v dubnu 1955 v okrese Čchang-li na severovýchodě provincie Che-pej, v rodině rolníka. Po absolvování střední školy v roce 1974 pracoval v zemědělství. Po vstupu do Komunistické strany Číny v roce 1975 postupně zastával funkci tajemníka vesnického stranického výboru, zástupce tajemníka a tajemníka stranického výboru obce. V září 1983 se Liou zapsal do stranické školy provinčního výboru KS Číny v provincii Che-pej, kterou absolvoval o dva roky později, kdy se vrátil do okresu Čchang-ti a nastoupil do administrativy města Liou-tchaj-čuang. Poté se stal okresním guvernérem okresu v Šan-chaj-kuanu a později generálním sekretářem prefekturního výboru KS Číny v Čchin-chuang-tao, v Čchin-chuang-tau zůstal do roku 1995, naposled jako zástupce starosty a ředitel úřadu veřejné bezpečnosti. V letech 1995–2002 zastupoval ředitele odboru veřejné bezpečnosti provincie Che-pej, poté vedl politickou a právní komisi chepejského provinčního výboru KS Číny.
Od března 2005 zastával funkci náměstka ministra veřejné bezpečnosti odpovědného za vyšetřování hospodářských trestných činů. Po zemětřesení v S’-čchuanu v roce 2008 dohlížel na mobilizaci a činnost více než 20 000 záchranářů složek veřejné bezpečnosti po celé zemi. V srpnu 2009 se stal generálním inspektorem a tajemníkem komise pro kontrolu disciplíny na ministerstvu. V roce 2010 byl zodpovědný za záchranné práce po úniku ropy v Ta-lienu. Na XVIII. sjezdu KS Číny v listopadu 2012 byl zvolen členem ústřední komise pro kontrolu disciplíny KS Číny (znovuzvolen 2017).
V lednu 2014 převzal funkci náměstka ministra veřejné bezpečnosti (pro běžnou práci) a stal se vedoucím řídící skupiny ústřední vlády ČLR pro prevenci a přijímání opatření proti aktivitám sekt a v únoru se stal ředitelem Úřadu státní rady pro prevenci a řešení sekt. V říjnu 2014 byl zvolen zástupcem tajemníka ústřední komise pro kontrolu disciplíny KS Číny a v březnu 2018 byl po reorganizaci ministerstva kontroly ve Státní kontrolní komisi jmenován také zástupcem předsedy tohoto nového protikorupčního úřadu. Na závěr XIX. sjezdu KS Číny v říjnu 2017 byl zvolen členem členem ústředního výboru (znovuzvolen 2022) a byl rovněž znovuzvolen do funkcí v ústřední komisi pro kontrolu disciplíny (člen jejího stálého výboru a zástupce tajemníka).
Na následujícím XX. sjezdu KS Číny v říjnu 2022 byl potvrzen v ústředním výboru a vzápětí ho ústřední výbor zvolil tajemníkem sekretariátu ÚV KS Číny, byl také znovuzvolen do funkcí v ústřední komisi pro kontrolu disciplíny (člen jejího stálého výboru a zástupce tajemníka). V březnu 2023 v souvislosti s obměnou státních orgánů v novém funkčním období převzal funkci předsedy Státní kontrolní komise.